# François-Marie de Fougières
François-Marie de Fougières est un officier général et un gentilhomme français, né à Paris le 23 décembre 1721, mort à Paris le 3 mai 1787, maréchal de camp, maître d'hôtel du comte d'Artois, gouverneur d'Amiens.

## Biographie
François- Marie de Fougières, comte de Fougières, naît à Paris, paroisse Saint-Paul, le 23 décembre 1721, fils de François de Fougières, marquis de Fougières, seigneur du Creux, Fougerolle, Cluzeau, baron de La Guerche, plus tard lieutenant-général des armées du Roi, lieutenant-général de la province du Bourbonnais, et de son épouse, Marie-Claude de Gaudon.
Il entre au service le 25 août 1738, à seize ans, comme mousquetaire. En 1743, il succède à son père comme capitaine au régiment de Châteaumorand-cavalerie.
En 1744, durant la guerre de succession d'Autriche, son unité sert dans l'Armée de Flandres, participant au siège de Menin, au siège d'Ypres et au siège de Furnes.
En 1745, il sert à la bataille de Fontenoy, au siège de Tournai, au siège de Tenremonde, au siège d'Ath. En 1746, il sert à la bataille de Rocourt.
En 1747, il est promu guidon de gendarmerie, puis en 1748 enseigne des gendarmes d'Orléans.
En 1751, il sollicite un congé, pendant lequel il est admis aux honneurs de la Cour en décembre 1756. 
Il accompagne ensuite en Russie le marquis de L'Hôpital, ambassadeur du Roi de France près de l'impératrice Elisabeth 1re.
Le 14 juillet 1751, il achète à la famille de Chambon les terre, fief et seigneurie de La Roche-Othon, non loin du Creux.
En 1757, il est promu au grade de mestre de camp et nommé en 1759 sous-lieutenant puis capitaine-lieutenant aux gendarmes d'Orléans.
En 1759, il est blessé pendant la campagne en Allemagne.
En 1763, il est nommé capitaine des gendarmes bourguignons.
En 1766, il démissionne de cette fonction pour être nommé à celle de sous-gouverneur du comte d'Artois, le futur Charles X, puis sous-gouverneur des enfants de France.
Très en faveur à la cour, il est nommé successivement lieutenant-général du Bourbonnais (où se trouve sa terre du Creux) en 1768, brigadier des armées du Roi (1768), maréchal de camp (1770), premier maître d'hôtel du comte d'Artois (1773), gouverneur d'Amiens.
Dans les années 1770, il fait remanier son château du Creux et ses abords par l'architecte de Versailles Nicolas-Martial Foacier.
Le 17 décembre 1778, il achète à Armand Joseph de Béthune, duc de Charost, les terres et seigneuries de Saint-Amand, Montrond, Orval et la baronnie d'Epineuil, qui passent après lui à son fils.
Il meurt à Paris, paroisse Saint-Sulpice, le 3 mai 1787.

### Distinctions
- Chevalier de l'Ordre royal et militaire de Saint-Louis (1753)[6]
- Honneurs de la Cour (1756).

### Mariages et descendance
Il se marie deux fois :
1. par contrat passé le 9 février 1745 devant Mény, notaire à Paris, avec Marie-Françoise Tribolet, unique enfant de François Tribolet, écuyer, conseiller-secrétaire du Roi[7], sous-fermier des Aides et des Domaines[8], et de Marie-Françoise Fougeret. Elle est présentée à la Cour le 25 mars 1765 et meurt à Paris, paroisse Saint-Nicolas des Champs, le 16 décembre 1768. Dont deux filles.
2. à Paris, paroisse Saint-Nicolas des Champs, le 29 septembre 1770[9], avec Adélaïde Jourda de Vaux, présentée à la Cour le 30 novembre 1770 (Besançon, 6 juillet 1751 - 15 février 1836), fille de Noël Jourda de Vaux, comte de Vaux, lieutenant-général des armées du Roi,, gouverneur de Thionville, grand-croix de l'Ordre royal et militaire de Saint-Louis, plus tard maréchal de France, et de Jeanne Marie Philiberte de La Porte. Dont trois enfants. Veuve, elle se remarie le 1er août 1789 avec Charles Albert de Moré de Pontgibaud, dont elle n'eût pas d'enfant.

Dont :
- Marie-Françoise de Fougières (Paris, paroisse Saint-Jean en Grêve, 18 juillet 1746 - Paris, paroisse Saint-Sulpice, 14 juin 1787), mariée à Paris, paroisse Saint-Nicolas des champs, le 4 août 1766 avec Antoine Marie Hippolyte de Saint-Chamans, plus tard Maréchal des camps et armées du Roi. (1730 - 1795), Dont postérité[10], il se remaria en 1791 avec Françoise Marguerite Boula de Montgodefroy[11] ;
- Françoise-Marie de Fougières (Paris, paroisse Saint-Jean en Grêve, 19 juillet 1748 - Sainte-Segrée, 3 mars 1813), mariée à Paris, paroisse Saint-Nicolas des Champs, le 25 septembre 1770, avec François Léonard Leroy de Valanglart, marquis de Valanglart, comte du Quesnoy, seigneur d'Oissy, mestre de camp de cavalerie, chevalier de Saint-Louis (1737-1794). Dont postérité.
- Marie Louise Antoinette de Fougières, célibataire (1771 - Paris, 24 juin 1816) ;
- Louis Joseph de Fougières, officier d'infanterie, émigré, colonel et gentilhomme de la chambre du Roi Louis XVIII sous la Restauration, député du Cher de 1824 à 1827, filleul du comte et de la comtesse de Provence (Paris, 18 mars 1773 - Paris, 28 juillet 1841), marié en 1818 avec Adélaïde Hocquart de Montfermeil (1781-1827), dont postérité.
- Charlotte Thérèse de Fougières, filleule du comte et de la comtesse d'Artois[12] (Paris, 1775 - Saint-Julien du Sault, 10 mars 1837), mariée en janvier 1815 avec François-Marie Martin de La Bastide, officier de cavalerie. Sans postérité[13].